# 伊比图鲁纳
伊比图鲁纳是巴西米纳斯吉拉斯州的一个市镇。总面积158.618平方公里，总人口2825人，人口密度17.8人/平方公里。